# Río Alhama (afluente del Ebro)
El río Alhama es un corto río del noreste de España, un afluente de la margen derecha del río Ebro. Recorre las tierras de  Soria, La Rioja y Navarra. A su paso por Corella y Alfaro recibe el nombre de Río Mayor. Sus afluentes son, por la margen derecha,el Añamaza y por la margen izquierda,el río Linares y el río Montes.

## Geografía
El río Alhama nace en la sierra de Almuerzo, en el término municipal de Suellacabras, provincia de Soria, recorre 84 km en dirección N-E, entrando a La Rioja, cruzando a la provincia de Navarra y volviendo a entrar en La Rioja por Alfaro, donde desembocará en el Ebro.
Aparece descrito en el primer volumen del Diccionario geográfico-estadístico-histórico de España y sus posesiones de Ultramar de Pascual Madoz con las siguientes palabras:

ALHAMA: r. en la prov. de Sória, nace de un manantial llamado comunmente fuente de la Escudilla en la pequeña sierra de los Castelares entre el l. de Suella-Cabras (part. jud. de Sória) y una fuente mineral de aguas sulfurosas; reunénsele otros manantiales y varios arroyuelos que descienden de los cerros inmediatos; en su curso tortuoso al NE. baña por una y otra orilla los térm. de Pobar, Villarraso, Magaña, donde se pasa por un puente y algo mas abajo se le junta un arroyo caudaloso que desciende de Torretarrancho Trebajo, Valdeprado, donde hay otro puente, y Cigudosa tambien con otro: en la jurisd. de esta v., unas 400 varas mas abajo de la misma, y despues de haber aumentado sus aguas con las destilaciones de Alcarama y sus grandes cord., entra en el part. jud. de Cervera, prov. de Logroño, entre los confines de esta y la de Sória, y riega las hermosas vegas de Aguilar é Inestrillas, y mas de 1,100 fan. de las de Cervera por donde pasa, y en cuyo térm. 1,000 varas antes de entrar en Navarra, se le reúne el r. Lináres que nace de la Sierra de Oncala y fertiliza los terrenos de Cornago y Egrea: penetra en Navarra por frente á los baños de Fitero, de los que recibe sus aguas calientes: en la ribera opuesta y unas 400 varas mas abajo, el r. (desagüe de la laguna de Añavieja) llamado de Añamaza (otra de las vegas de Cervera) riega las hermosas vegas y olivar de las v. de Fitero y Cintruénigo y la de la c. de Corella, cuyas pobl. tienen asiento en sus márg.: vuelve á salir á Castilla para desaguar en el Ebro, 1/2 leg. mas arriba de la c. de Alfaro, cuya huerta y olivares fertiliza. En su curso de unas 10 leg., da movimiento á 29 molinos de harina, 6 de aceite, y 4 batanes: á 1/4 de leg. de Fitero es sangrado para el aprovechamiento de la c. de Tudela, y esta híjuela corre en direccion de NO. á SE., atravesando unas colinas por un acueducto de unas 1,000 varas, al que se llama comunmente las Minas. Cruzan el Alhama 8 puentes de piedra y ladrillo de dos arcadas, de una mediana arquitectura y tal cual conservados en los térm. de Magaña, Valdeprado, Cigudosa, Cervera, Cintruénigo, Corella y Alfaro: el de Cervera construido á mediados del siglo pasado sostiene la comunicacion con su arrabal (Nisuelas) y la de las costas cantábricas con Aragon. Aunque de pocos caudales el r. Alhama, pues solo tiene por un térm. medio 3 varas de anchura y un pie de profundidad, habrá pocos cuyas aguas se utilicen mas; cria barbos pequeños, pero delicados; sus corrientes cesan por un corto tiempo en la canícula y crecen con las tempestades del verano, de tal modo, que toda la ind. y esfuerzos de los labradores de Cervera, no bastan para precaver los crecidos daños que ocasionan en las vegas. La primera noticia del repartimiento de las aguas de este r. es del año 1125, en que, D. Alonso el Batallador, daba á los pobladores de Araciel un dia y una noche de riego, en cada mes, de la parte de Cintruénigo, otro dia y noche de la de Corella, dos dias y dos noches de la de Alfaro, y otros dos de la de Castillon o Castejon. Por los años de 1624 la c. de Tudela construyó un canal de regadio del r. Alhama para regar sus campos con las aguas sobradas de los pueblos que tenian el derecho primitivo.
(Madoz, 1845, p. 580)

## Etimología
El término Alhama proviene del árabe "al hamma" (الحمّة), que se traduciría como "baño termal", en alusión a las aguas termales que se adhieren al río en varios tramos, especialmente en la zona denominada "Los baños de Fitero".

## Localidades que atraviesa
Ordenados desde su nacimiento a su desembocadura:
- En Soria
  - Suellacabras
  - Magaña
  - Cigudosa
  - San Felices
- En La Rioja
  - Aguilar del Río Alhama
  - Inestrillas
  - Cervera del Río Alhama
  - Las Ventas
- En la Comunidad Foral de Navarra
  - Baños de Fitero
  - Fitero
  - Cintruénigo
  - Corella
- En La Rioja
  - Alfaro

## Parajes y paisajes destacados
- Contrebia Leucade
- Pozo Largo

## Balnearios
- La Albotea (en Cervera del río Alhama)